# Подјела власти
Подјела власти је назив за начин организације државне власти у коме свака од грана власти има своје органе који власт врше независно од органа других грана власти. То значи да се ниједна грана власти не може мијешати у рад других грана власти у мјери у којој би то мијешање прерасло у доминацију једне власти над другом.
По Слободану Јовановићу, начело подјеле власти „значи да за три основне функције државне власти треба употребити различите органе: онај који издаје закон не треба у исто вријеме да суди и управља - и обрнуто“
По Монтескјеу „владавина треба да буде таква да се грађанин не може бојати другог грађанина... Када су законодавна и извршна власт обједињене у истој особи или у правном тијелу, слободе нема, јер постоји бојазан да ће тај монарх или сенат доносити тиранске законе да би их извршавао на тирански начин. У праву нико не може бити ограничен својом властитом вољом, него туђом.“
Данас је најчешћа подјела на законодавну, извршну и судску власт. Једна од првих модерних држава која је спровела овај модел су Сједињене Америчке Државе, гдје свака од три гране власти ограничава друге двије помоћу тзв. система „кочница и равнотежа“ (енгл. Checks and balances).

## Историја

### Антика
Аристотел је први пут поменуо идеју „мешовите владе“ или хибридне владе у свом делу Политика, где се ослањао на многе уставне облике у градовима-државама старе Грчке. У Римској републици, Римски сенат, конзули и скупштине имали су карактер пример мешовите владе према Полибију. Полибије је био тај који је детаљно описао и објаснио систем контроле и равнотеже, приписујући заслуге Ликургу из Спарте као првој влади овог типа.

### Рано модерна мешовита влада у Енглеској и њеним колонијама
Жан Калвин (1509–1564) фаворизовао је систем власти који је делио политичку моћ између демократије и аристократије (мешовита влада). Калвин је ценио предности демократије, наводећи: „То је непроцењиво вредан дар ако Бог дозволи народу да сам изабере владу и судије.“ Како би се смањила опасност од злоупотребе политичке моћи, калвин је предложио успостављање неколико политичких институције које треба да се међусобно допуњавале и контролисале у систему контроле и равнотеже.
На овај начин, Калвин и његови следбеници су се опирали политичком апсолутизму и унапредили раст демократије. Калвин је имао за циљ заштиту права и благостања обичних људи. Године 1620. група енглеских сепаратистичких конгрегационалиста и англиканаца (касније познатих као Ходочаснички очеви) основала је колонију Плимоут у Северној Америци. Уживајући у самоуправи, успоставили су двострани демократски систем власти. „Слободи људи” су бирани у Општи суд, који је функционисао као законодавно и судско тело, а који је заузврат бирао гувернера, који је заједно са својих седам „помоћника” служио у функционалној улози обезбеђивања извршне власти. Колонија Масачусетског залива (основана 1628), Роуд Ајланд (1636), Конектикат (1636), Њу Џерзи и Пенсилванија имали су сличне уставе - сви су раздвајали политичке моћи. (Осим колоније Плимут и колоније Масачусетски залив, ове енглеске испоставе додале су верске слободе својим демократским системима, што је важан корак ка развоју људских права.)
Књиге попут Вилијам Брадфордове „Плимутске плантаже” (написане између 1630. и 1651) биле су увелико читане у Енглеској. Стога да је облик владавине у колонијама био добро познат у матичној земљи, укључујући и филозофа Џона Лока (1632-1704). Он је из једне студије о енглеском уставном систему извео закључке о предностима поделе политичке власти на законодавну (која би требало да се подели између неколико тела, на пример, Дома лордова и Доњег дома), с једне стране, и извршне и федеративне власти, одговорних за заштиту земље и прерогатива монарха, с друге стране, пошто Краљевина Енглеска није имала писани устав.